# L'Affaire CIA
Pour les articles homonymes, voir Shadow Man.
Pour plus de détails, voir Fiche technique et Distribution.
L'Affaire CIA (Shadow Man) est un film américano-britannico-roumain réalisé par Michael Keusch en 2006. Le film est aussi sorti sous le titre de Toyman.

## Synopsis
Jack Foster, un ancien agent de la CIA, part en vacances en Roumanie avec sa fille Amanda pour rendre visite à George, le père de sa défunte épouse. À peine sont-ils arrivés à Bucarest que George est la cible d'un attentat à la voiture piégée, pendant qu'Amanda se fait enlever sous les yeux de Jack. Parti à la recherche de sa fille, Jack se retrouve bientôt entraîné dans une affaire d'espionnage impliquant des agents corrompus, qui convoitent une arme bactériologique.

## Fiche technique
- Titre original : Shadow Man
- Titre au Québec : Espions dans l'Ombre
- Réalisation : Michael Keusch
- Scénario : Steven Collins, Steven Seagal et Joe Halpin, sur une histoire de Joe Halpin
- Distribution : Sony Pictures Home Enterainment
- Producteurs exécutifs : Phillip B. Golfine et Bruno Hoefler et Barbara Mudge
- Photographie : Geoffrey Hall, A.C.S.
- Décorateur : Corvin Christian
- Montage : Andrew Horvitch
- Coproducteur : Vlad Paunescu
- Costumes : Oana Pannescu
- Producteurs associés : Richard Turner et Michael Ravid-Ganot
- Coproducteurs exécutifs : William B. Steakley et Binh Dang
- Musique de Barry Taylor
- Distribution des rôles : Gillian Hawser
- Distribution des rôles en Roumanie : Floriela Grapini
- Coordinateur des cascades et réalisateur deuxième équipe : Dickey Beer
- Tourné entièrement à Bucarest et aux Castel Film Studio de Bucarest, Roumanie
- Produit par Steven Seagal et Joe Halpin
- Genre : Action et thriller
- Durée : 92 minutes
- Source DVD

## Distribution
- Steven Seagal : Jack
- Eva Pope : Anya
- Imelda Staunton : ambassadeur Cochran
- Vincent Riotta (en) : Harry
- Michael Elwyn : George
- Skye Bennett : Amanda
- Garrick Hagon : Waters
- Alex Ferns : Schmitt
- Michael Fitzpatrick : Chambers
- Elias Ferkin : Velos